# 특허법원
특허법원(特許法院)은 특허 관련 사건 또는 종자 등록과 같이 국가 또는 국제기구에 의해 독점권이 부여된 것을 전담하는 법원이다.
대한민국을 포함한 여러 나라에서는 특허와 같은 독점권 관련 사건에 대해 당사자의 주소가 어느 곳이든 묻지 않고 해당국 특허법원이 관할한다. 대한민국 특허법원은 특허법원장과 각 부의 부장 및 판사로써 이루어진다. 특허법원장은 그 법원의 사법행정사무를 관장하며 소속 공무원을 지휘, 감독한다. 종전에 특허법원은, 특허법 제186조 제1항, 실용신안법 제33조, 디자인보호법 제75조 및 상표법 제86조 제2항이 정하는 제1심사건, 다른 법률에 의하여 특허법원의 권한에 속하는 사건을 심판하였으나, 특허침해소송의 항소심을 특허법원에서 전속관할하는 것을 주요 내용으로 하는 법원조직법 개정안 2015년11월12일 국회에서 통과되어 2016년1월1일 이후부터는 종전의 심결취소소송에 더하여 특허침해소송의 항소심도 특허법원에서 전속관할하고 있다.

## 역사
- 1952년 4월 1일에 광주고등법원이 처음 설치되었다.
- 1995년과 2006년 제주특별자치도 제주시와 전라북도 전주시에 원외재판부인 광주고등법원 제주부와 광주고등법원 전주부를 각각 설치하였다.

## 역대 법원장
| 순번 | 이름   | 취임            |
| ---- | ------ | --------------- |
| 1대  | 최공웅 | 1998년 3월 1일  |
| 2대  | 안문태 | 1999년 11월 1일 |
| 3대  | 임대화 | 2000년 2월 8일  |
| 4대  | 이융웅 | 2001년 2월 11일 |
| 5대  | 박영무 | 2001년 8월 16일 |
| 6대  | 홍일표 | 2002년 2월 8일  |
| 7대  | 강철구 | 2003년 2월 12일 |
| 8대  | 양승태 | 2003년 9월 15일 |
| 9대  | 곽동효 | 2005년 2월 14일 |
| 10대 | 이흥복 | 2006년 2월 13일 |
| 11대 | 박국수 | 2006년 8월 24일 |
| 12대 | 손용근 | 2009년 2월 9일  |
| 13대 | 김이수 | 2010년 2월 11일 |
| 14대 | 최은수 | 2911년 2월 17일 |
| 15대 | 김종백 | 2012년 2월 16일 |
| 16대 | 박삼봉 | 2013년 2월 14일 |
| 17대 | 강영호 | 2014년 2월 13일 |
| 18대 | 이대경 | 2016년 2월 11일 |
| 19대 | 조경란 | 2018년 2월 13일 |
| 20대 | 이승영 | 2020년 2월 13일 |
| 21대 | 김용석 | 2022년 2월 21일 |

## 같이 보기
- 대한민국 특허법원
- 독일 특허법원
- 일본 지적고등재판소